# Steinernema
Steinernema is een geslacht van parasitaire entomopathogene rondwormen uit de familie Steinernematidae. Steinernema-soorten leven in symbiose met bacteriën uit het geslacht Xenorhabdus, waarvan Xenorhabdus nematophilus het meeste voorkomt. Steinernema is vernoemd naar nematoloog Gotthold Steiner.

## Levenscyclus
Vanwege hun economische belang is de levenscyclus van rondwormen, die behoren tot de familie Steinernematidae goed bestudeerd. Bij Steinernematidae-solorten komen bacteriën van het geslacht Xenorhabdus voor. De rondwormen bieden beschutting aan de bacteriën, die op hun beurt zorgen voor de dood van de insectenlarve of het insect. De entomopathogene rondwormen hebben een speciale structuur waarin de bacteriën worden bewaard. De cyclus begint met een infectieuze L2- of L3-larve, wiens enige functie is om nieuwe gastheren op te zoeken en te infecteren. Wanneer een infectieuze larve een geschikte gastheer heeft gevonden wordt de dikke cuticula afgestoten, zwelt zijn kop op, opent zijn mond en zet zijn spijsverteringskanaal uit. De infectieuze larven dringen de lichaamsholte van de insectenlarve of het insect binnen, meestal via natuurlijke lichaamsopeningen (mond, anus, ademopeningen) of via gebieden met een dunne cuticula met een aan de wangkant zittende 'tand'-achtige structuur.
Vervolgens spugen de larven mutualistisch symbionte bacteriën uit hun spijsverteringskanaal in het lichaam van de insectenlarve of het insect, die zich snel in de hemolymfe gaan vermenigvuldigen. De bacteriën doden de gastheer binnen 24-48 uur. Uit onderzoek van 2017 blijkt echter dat Steinernema carpocapsae niet alleen op de bacteriën vertrouwt voor het doden van de gastheer, maar door het uit- en afscheiden van eiwitten meehelpt de gastheer te doden. Samen voeden de rondwormen en bacteriën zich met de door proteasen vloeibaar gemaakte gastheer. De larven ontwikkelen zich in de insectenlarve of het insect via de L2, L3, en L4 larven tot volwassen rondwormen. In de insectenlarve of het insect vinden meerdere generaties rondwormen plaats. Steinernematidae-larven kunnen mannelijk of vrouwelijk worden. Wanneer het voedsel in de gastheer schaars wordt, produceren de volwassen rondwormen nieuwe infectieuze larven die zijn aangepast aan de omgeving buiten de insectenlarve of het insect. De levenscyclus van de entomopathogene rondworm is binnen een paar dagen voltooid (Shapiro-Ilan, David I., and Randy Gaugler. "Nematodes."). Na ongeveer een week komen honderdduizenden jonge larven uit de insectenlarve of het insect en gaan ze op zoek naar nieuwe gastheren. Deze larven dragen de mutualistische bacteriën bij zich, die ze uit de gastheer hebben meegenomen. Hun groei en reproductie buiten de gastheer hangt af van hun conditie, die ze in de gastheer hebben verkregen. De bacterie heeft immunoglobulinen tegen de afweer van de gastheer (Shapiro-Ilan, David I., and Randy Gaugler. "Nematodes.").
De volgende soorten zijn beschreven:
| - Steinernema abbasi - Steinernema aciari - Steinernema affine - Steinernema akhursti - Steinernema anatoliense - Steinernema anomali - Steinernema apuliae - Steinernema arenarium - Steinernema ashiuense - Steinernema australe - Steinernema backanense - Steinernema beddingi - Steinernema bicornutum - Steinernema boemarei - Steinernema brazilense - Steinernema cameroonense - Steinernema carpocapsae - Steinernema ceratophorum - Steinernema cholashanense - Steinernema citrae | - Steinernema costaricense - Steinernema cubanum - Steinernema cumgarense - Steinernema dharanaii - Steinernema diaprepesi - Steinernema eapokense - Steinernema everestense - Steinernema feltiae - Steinernema glaseri - Steinernema guangdongense - Steinernema hebeiense - Steinernema hermaphroditum - Steinernema ichnusae - Steinernema innovationi - Steinernema intermedium - Steinernema jollieti - Steinernema karii - Steinernema khoisanae - Steinernema kraussei - Steinernema kushidai | - Steinernema lamjungense - Steinernema litorale - Steinernema loci - Steinernema longicaudum - Steinernema minutum - Steinernema monticolum - Steinernema neocurtillae - Steinernema nepalense - Steinernema nyetense - Steinernema oregonense - Steinernema pakistanense - Steinernema phyllophagae - Steinernema puertoricense - Steinernema puntauvense - Steinernema rarum - Steinernema riobrave - Steinernema robustispiculum - Steinernema sacchari - Steinernema sangi - Steinernema sasonense | - Steinernema scapterisci - Steinernema scarabaei - Steinernema schliemanni - Steinernema serratum - Steinernema siamkayai - Steinernema sichuanense - Steinernema silvaticum - Steinernema surkhetense - Steinernema tami - Steinernema texanum - Steinernema thanhi - Steinernema thermophilum - Steinernema tophus - Steinernema unicornum - Steinernema vulcanicum - Steinernema websteri - Steinernema weiseri - Steinernema xueshanense - Steinernema yirgalemense |